# Антоан Фишер (филм)
Антоан Фишер је филмска драма из 2003. У главним улогама су: Дензел Вошингтон и Дерек Лук.

## Радња
Филм говори причу о Антоану Фишеру, младом 25-годишњем маринцу који је, због својих проблема са контролом беса, приморан да има недељне сесије са доктором Девенпортом, морнаричким психијатром. У почетку, Фишеров однос са професионалцем је ништаван, али временом Фишер почиње да верује доктору и када пређе праг својих врата, почиње болно путовање у прошлост у потрази за разлогом своје смрти. тужно постојање, живео је у усвојитељској породици и обележен смрћу оца и напуштањем мајке, што га је касније довело до тога да буде малтретиран и дискриминисан од стране сопствене наводне мајке, и уточиште у Слиму, његовом најбољем пријатељу из школа. Док Антоан приповеда о својој прошлости, др Девенпорт упија проблем свог пацијента и уноси га у свој лични живот, стварајући промену у његовом начину живота. Антоан стиче уверење и истрајност у потрази за својом правом породицом (посебно биолошком мајком) и љубављу са Шерил, младом женом коју је упознао у морнарици, захваљујући саветима које му даје Девенпорт. Антоан Фишер ће се борити да превазиђе своју мукотрпну прошлост, открије свој идентитет и потражи у садашњости одговоре који остају без одговора, како би успео у будућности.

## Улоге
| Глумац               | Улога                   |
| -------------------- | ----------------------- |
| Дензел Вошингтон     | др Џером Давенпорт      |
| Дерек Лук            | Антоан Квентон Фишер    |
| Ерл Билингс          | ујак Џејмс Елкинс       |
| Џој Брајант          | Черил Смоли             |
| Кевин Коноли         | Слим                    |
| Вајола Дејвис        | Ива Меј                 |
| О. Л. Дјук           | ујак Дјук               |
| Маргарет Форд-Тејлор | Ида                     |
| Рејнолдо Гудинг      | Грејсон                 |
| Леонард Ерл Хаузе    | Свињски Одрезак         |
| Малком Дејвид Кели   | Антоан као осмогодишњак |
| Новела Нелсон        | гопођа Тејт             |
| Сали Ричардсон       | Берта Давенпорт         |
| Јолонда Рос          | Надин                   |
| Кенте Скот           | Канзас Сити             |
| Верни Вотсон-Џонсон  | тетка Анет              |

## Зарада
- Зарада у САД - 21.078.145 $
- Зарада у иностранству - 2.289.441 $
- Зарада у свету - 23.367.586 $